# Koninklijke Thaise strijdkrachten
De Koninklijke Thaise strijdkrachten (Thais: กองทัพไทย, RTGS: Kong Thap Thai) is de krijgsmacht van het Zuidoost-Aziatische koninkrijk Thailand. Ze bestaat uit een landmacht, marine en luchtmacht en telt ruim driehonderdduizend manschappen. De koning van Thailand, Rama X, is de jure opperbevelhebber van de strijdkrachten.

## Geschiedenis
De militaire geschiedenis van Thailand gaat terug tot het Koninkrijk Sukhothai in de 13e eeuw en het latere Koninkrijk Ayutthaya, dat uitgroeide tot Siam, het huidige Thailand. Gedurende eeuwen lagen ze in conflict met naburige koninkrijken, zoals Birma.
In de 19e eeuw bouwden de Britten en Fransen hun koloniale rijken op en onderwierpen de landen rondom Siam. Daarom richtte koning Mongkut in 1852 een permanent leger naar Europees model op, in 1887 gevolgd door een zeemacht. Dat moest de Engelsen en Fransen ervan weerhouden het land in te palmen. Siam slaagde er ook in onafhankelijk te blijven, mede dankzij de eeuwige rivaliteit tussen de twee Europese grootmachten, al moest het weleens concessies slikken.
In 1917 verklaarde Siam de Centrale mogendheden de oorlog en stuurde een expeditieleger van 1233 man naar Europa.
In 1932 maakte het leger een einde aan de koninklijke macht en vestigde een militair bewind. Decennialang werd binnen het leger gestreden om de macht. Pas in 1973 kwam het volk in opstand en werd Thailand een constitutionele monarchie. Doch blijft het leger een grote rol spelen in de nationale politiek. Zo nam het in 2006 tot verkiezingen eind 2007 de macht in handen.
Eind 1941 viel Japan het land binnen en Thailand capituleerde. Het vervoegde de asmogendheden en verklaarde de oorlog aan de VS en het VK. De beweging van de Vrije Thai bracht de regering in 1944 ten val en even had het land een grotendeels burgerlijke regering.

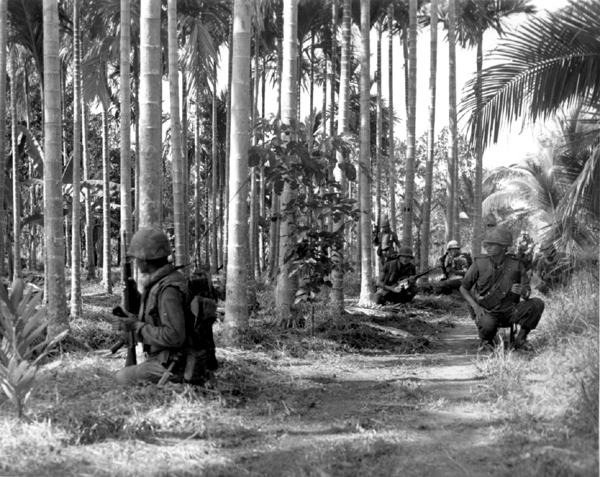
Thaise soldaten in de Vietnamoorlog in 1967.

Na de Tweede Wereldoorlog volgde de Koude Oorlog, waarin Thailand een Westers bondgenoot was. Het leverde een beperkte bijdrage aan de Koreaanse Oorlog en de Vietnamoorlog, en liet het Amerikaanse leger toe haar grondgebied te gebruiken. De Noord-Vietnamese overwinning bracht echter ook in Thailand een communistische strijd op gang, die een paar jaar later de kop was ingedrukt. Er waren ook geregeld incidenten met het Vietnamese leger dat buurland Cambodja had bezet, maar tot een conflict kwam het niet. Eind jaren 1980 was er nog een klein conflict met Laos over drie dorpen die op de grens lagen.
In recenter tijden is Thailand actiever gaan deelnemen aan VN-vredesoperaties. Zo stuurde men in 1999 troepen naar Oost-Timor in het kader van INTERFET. Ook stuurde het volgend op de Irakoorlog 423 manschappen om hulp te bieden aan het nieuwe Irak. Grotendeels om die reden benoemde de VS Thailand in 2003 als belangrijke niet-NAVO-bondgenoot. In eigen land heeft men dan weer te kampen met islamitische rebellen in de zuidelijke provincies.

## Onderdelen
- Koninklijke Thaise landmacht (1874)
  - Koninklijke wacht (1859)
  - Medisch departement (~1900)
  - Luchtdivisie
- Koninklijke Thaise marine (1887)
  - Luchtdivisie (~1921)
  - Koninklijk Thais korps mariniers (1932)
  - Lucht- en kustverdedigingscommando (1992)
- Koninklijke Thaise luchtmacht (1913)

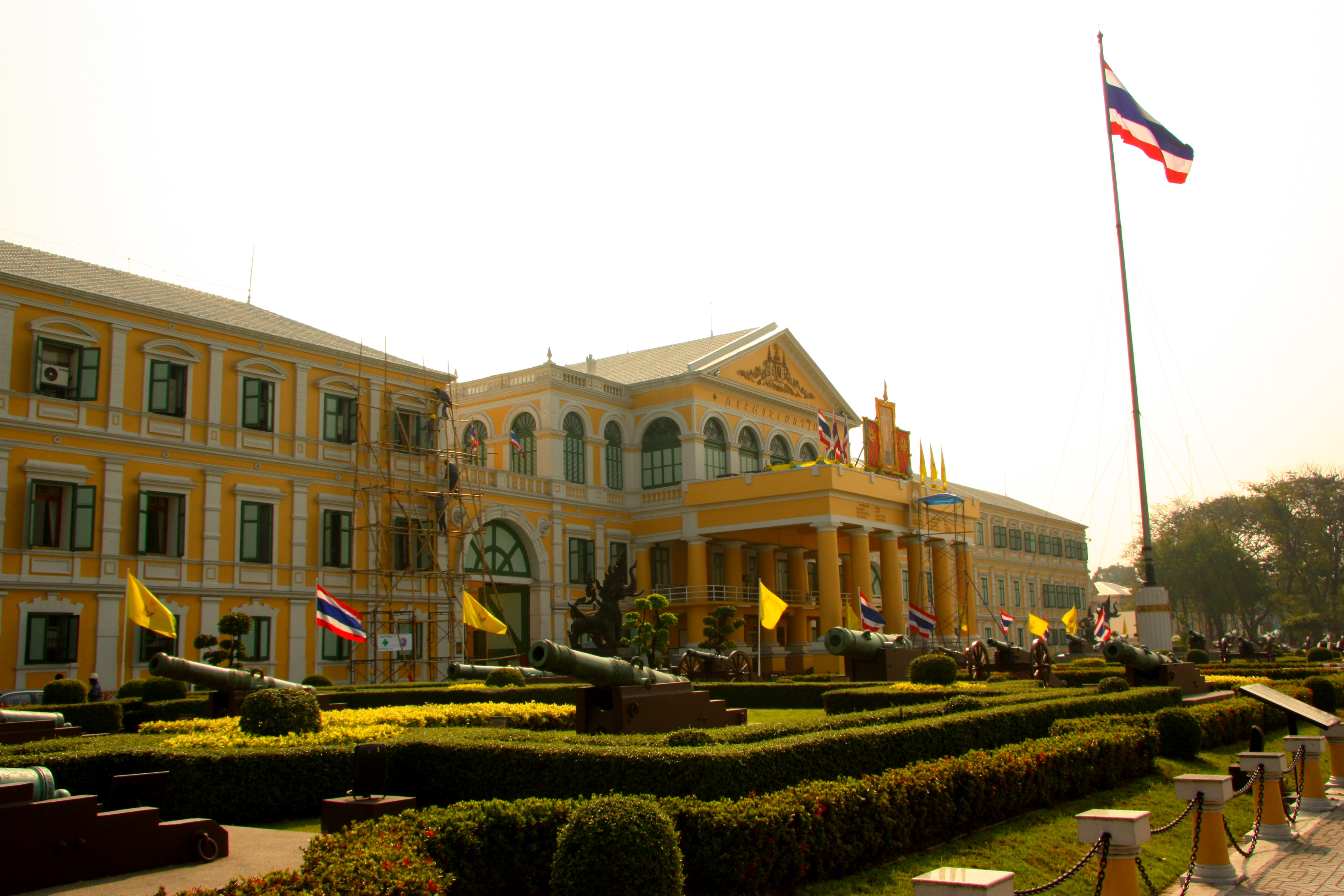
Het Ministerie van Defensie in Bangkok.
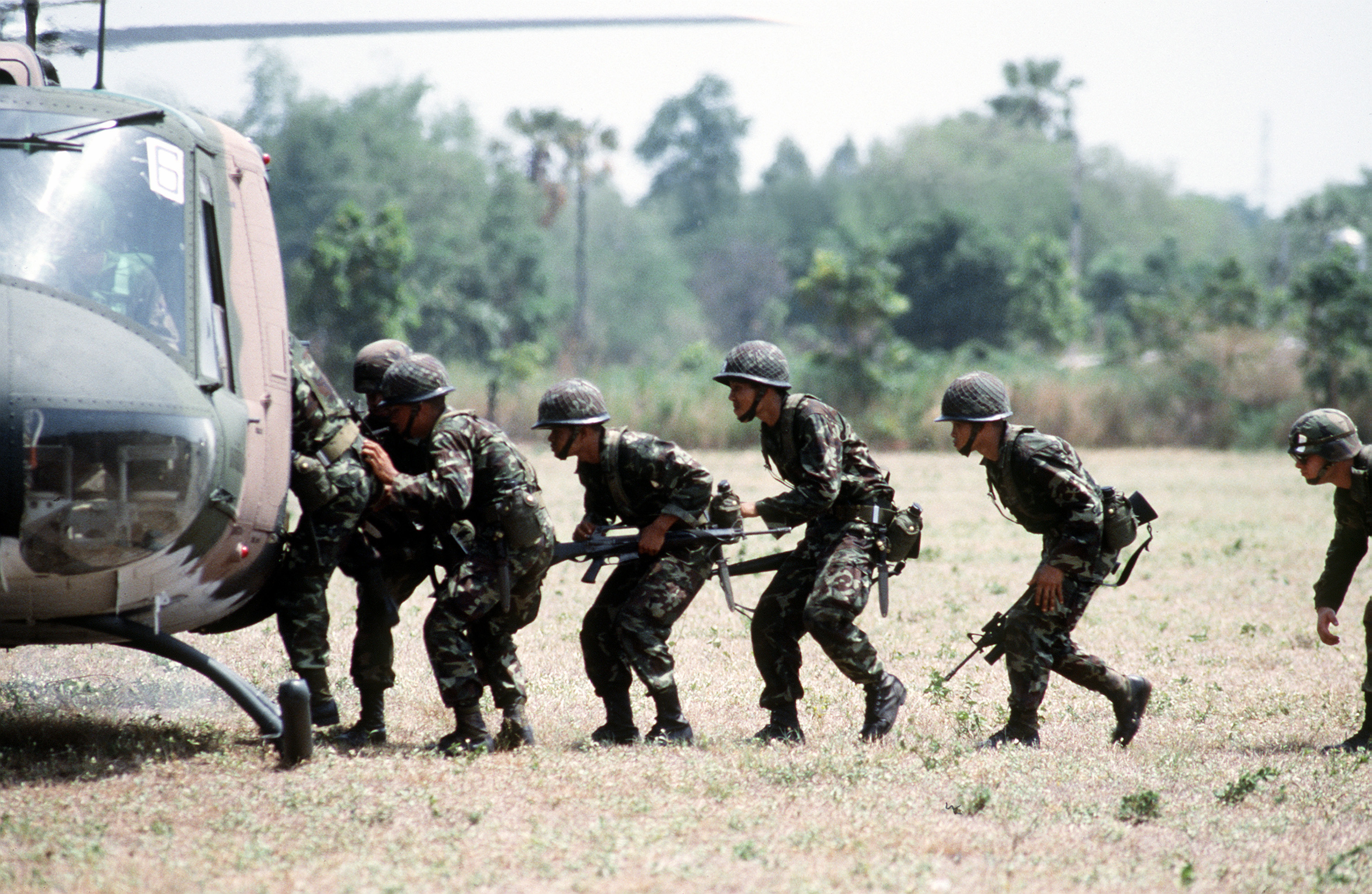
Thaise soldaten tijdens de Cobra Gold-oefening met de VS in 1992.
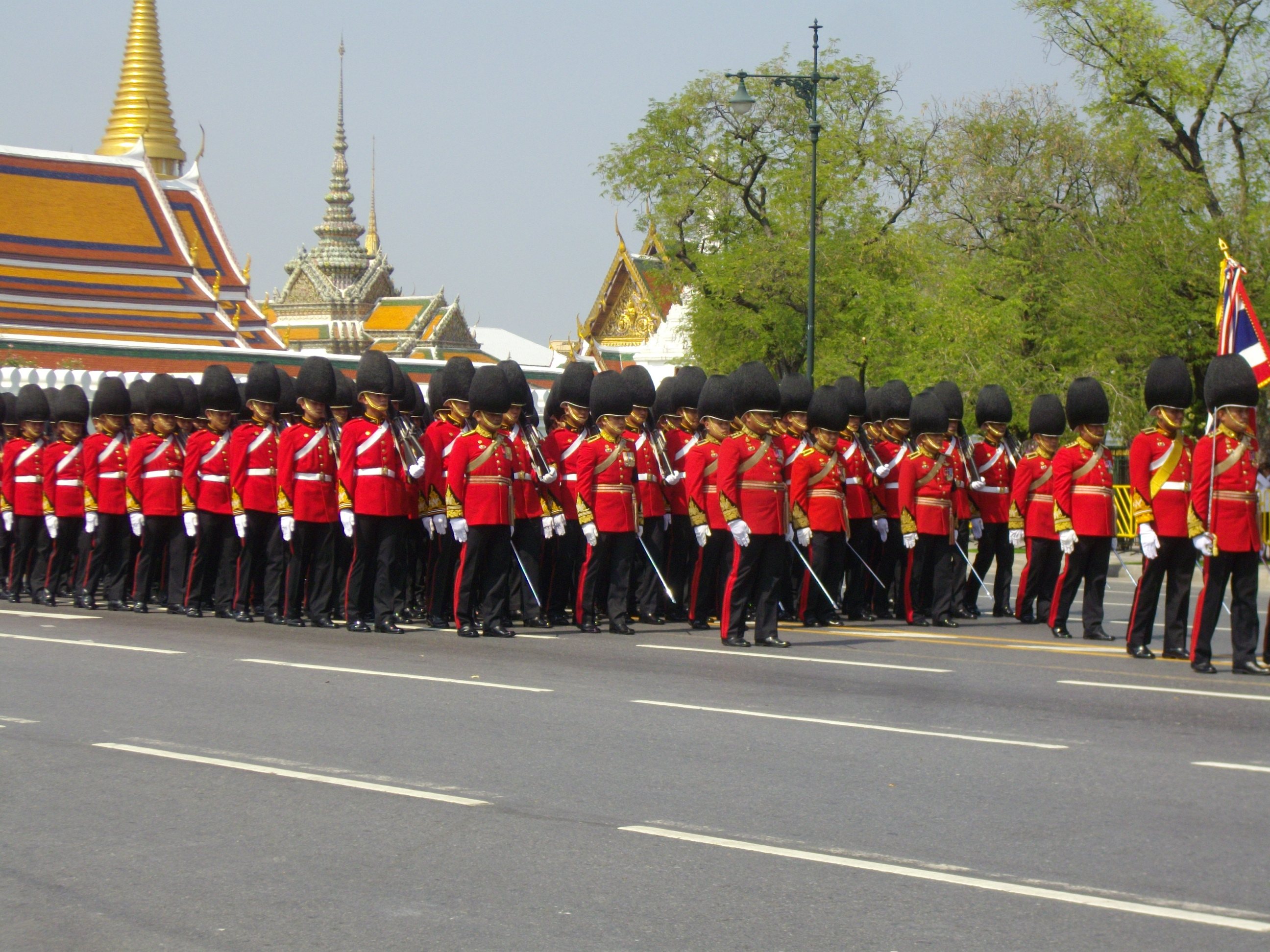
Manschappen van de Koninklijke wacht in de begrafenisprocessie van prinses Bejaratana Rajasuda in 2012.
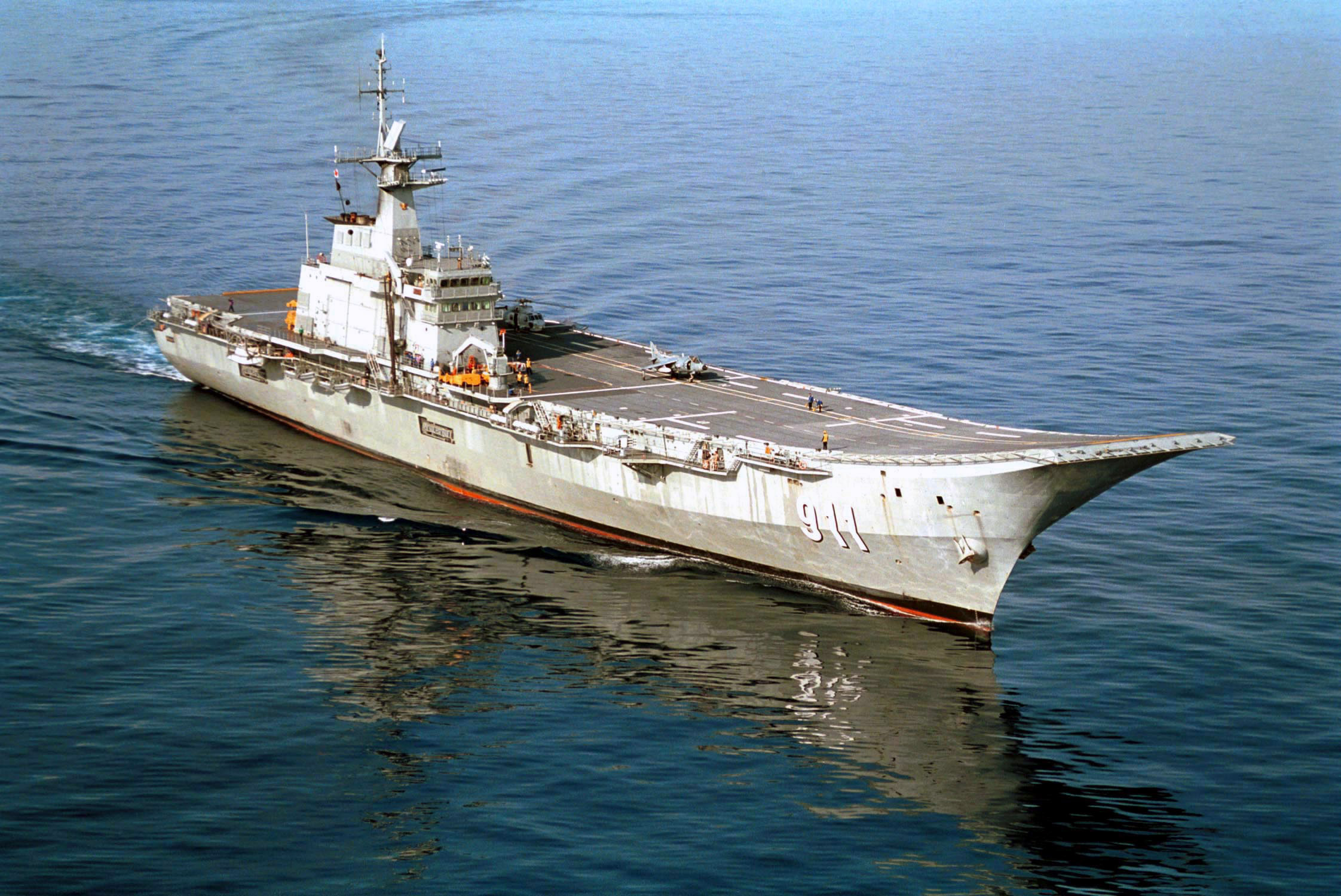
Het enige vliegdekschip van de marine, de HTMS Chakri Naruebet, in de Zuid-Chinese Zee.
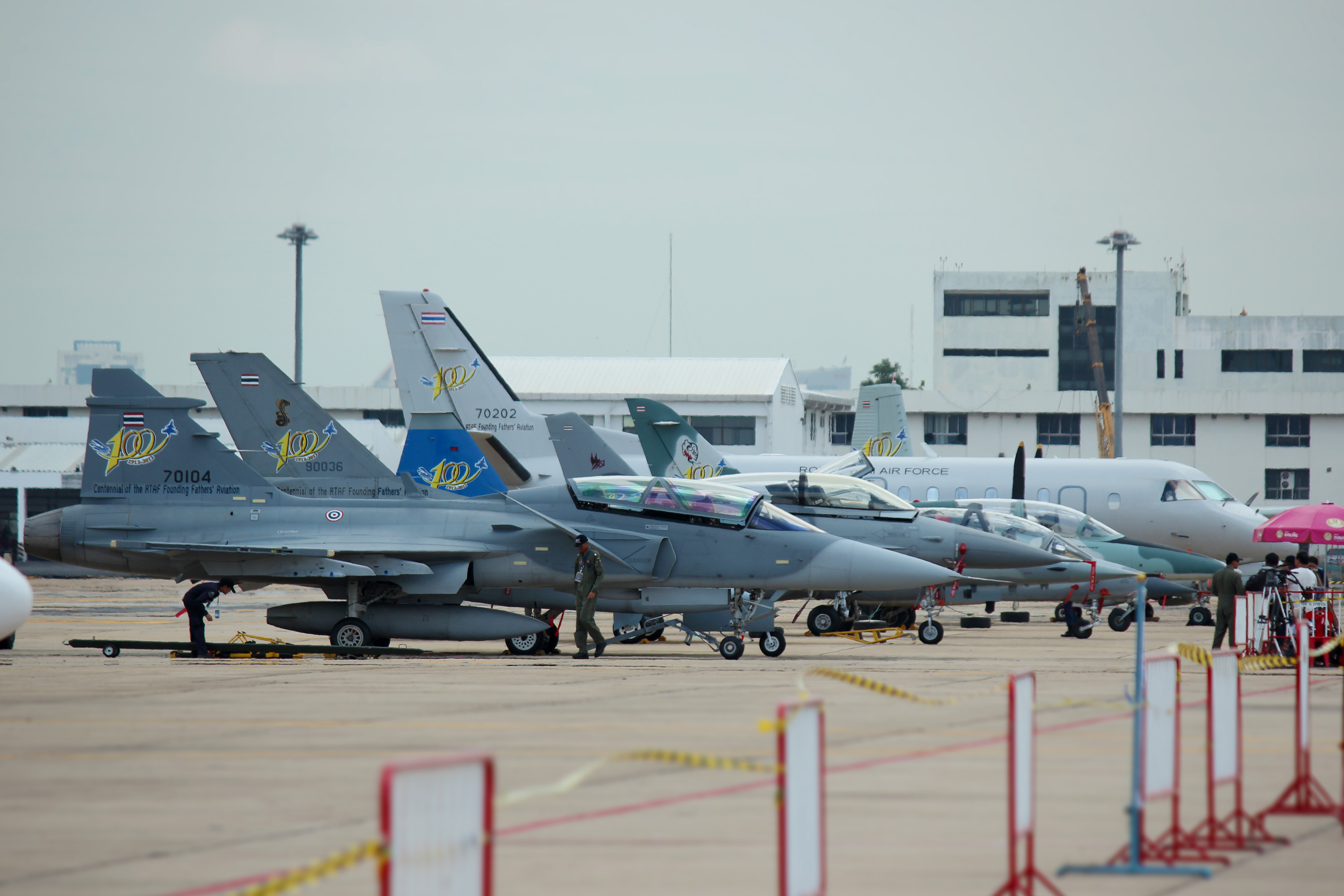
Straaljagers van de luchtmacht, met vooraan een Saab JAS39 Gripen.